# 洛伦佐·泰代斯科
洛伦佐·泰代斯科（義大利語：Lorenzo Tedesco，1990年12月30日—），意大利男子赛艇运动员。他曾代表意大利参加2017年世界赛艇锦标赛，获得男子轻量级四人单桨无舵手金牌。